# Плавучая тюрьма
Плаву́чая тюрьма́ (также тюремный блокшив) — судно (корабль), приспособленное для содержания заключённых или военнопленных.

## История
Заключение на корабли (чаще всего на галеры), как вид наказания, известно со средневековья. В этом узком смысле галера считается предшественником плавучей тюрьмы, хотя предназначалась для боя, а не для содержания заключенных. В Испании она использовалась в этом качестве до начала XIX века.

### Новое время
В век паруса корабль в самостоятельном плавании часто испытывал нужду в изоляции отдельных людей — будь то нарушители дисциплины из команды, прессованные, пленные, контрабандисты или пираты и привати́ры. Специальная же переделка в плавучую тюрьму вызывалась обычно ростом числа заключенных, нехваткой тюрем на суше, наличием подходящего корпуса. Дополнительным фактором была изоляция от берега: большинство узников не умели плавать. Ежегодно списывалось со службы определённое количество обветшалых деревянных кораблей, что приводило к тому, что в портах скапливалось большое количество судов, уже не пригодных для путешествий в открытом океане, но вполне пригодных для размещения заключённых (властям не требовалось тратиться на постройку тюрем).
Типичной была переделка под тюрьму двухдечных кораблей. Батарейные палубы превращались в бараки и камеры, пушечные порты и трапы забирались решетками, кормовые каюты забивались наглухо. На сплошной верхней палубе сооружалось помещение охраны. После этого кораблю давали «подходящее» название, например Justitia или Retribution, и на этом переделка завершалась.
Широкое применение плавучие тюрьмы нашли с началом Семилетней войны, когда численность армий, и значит пленных, резко возросла, одновременно с обновлением флотов и появлением старых кораблей, непригодных к линейному бою. В последующей Американской войне основными обитателями их стали американские приватиры и их менее решительные французские и голландские собратья, нападавшие на британскую торговлю. По различным данным, через британские плавучие тюрьмы в колониях, не считая Ямайки, прошли от 9000 до 12 000 человек.
Целая группа плавучих тюрем стояла на якоре в Нью-Йоркской гавани, точнее в Ист-Ривер. Видимо потому, что были у всех на виду, они стали постоянной мишенью мятежной пропаганды. Среди них наиболее известна HMS Jersey, перестроенная из 60-пушечного корабля. Условия на борту были обычно хуже, чем в наземных тюрьмах. Симпатизирующие узникам авторы утверждают, что на ней одной погибли около 7000 человек. Условия содержания пленных с обеих сторон не выдержали бы требований Женевской конвенции, но для американцев Jersey представляла особый случай. Один из бывших заключенных, Эбенезер Фокс, описывал её так:

Внешний вид её был неприступен и мрачен. Она была разоружена: остались только бушприт, похожая на виселицу стрела для подъема грузов, и на корме флагшток. Иллюминаторы закрыты и забиты. В бортах прорезаны два ряда отверстий, примерно два на два фута, отстоящие друг от друга футов на десять, забранные решетками из железных прутьев.
Оригинальный текст (англ.)Her external appearance was forbidding and gloomy. She was dismantled: her only spars were the bowsprit, a derrick that looked like a gallows, for hoisting supplies on board, and a flagstaff at the stern. The port-holes were closed and secured. Two tiers of holes were cut through her sides, about two feet square and about ten feet apart, strongly guarded by a grating of iron bars.

Во время последующих Французских войн использование плавучих тюрем не только расширилось, но к их обитателям добавились в больших количествах политические заключённые. Самый известный пример — нантские утопленники во Франции. В Британии целые группы плавучих тюрем ставили на прикол, обычно у крупных военно-морских баз. Так, во внутренней гавани Портсмута их было до 30.
В годы колонизации Австралии появилась новая их разновидность — транспорт заключенных. Так называемый Первый флот состоял из подобных судов, ставших по прибытии местами заключения. Примерно в то же время во Франции приобрели известность кайенские каторжные «понтоны», особенно в связи с делом Коммуны и делом Дрейфуса.

### Мировые войны
Во время гражданской войны в России баржи с заключенными использовались обеими сторонами, главным образом на Волге. Известен также случай заключения интервентами на пароходе местных революционеров Архангельска.
Нацистская Германия держала несколько пассажирских судов, в том числе лайнер Cap Arcona, в качестве плавучих тюрем в гавани Любека. Все они, и большинство заключённых, погибли при союзных бомбёжках.

### Новейшее время
После 1990 года использование судов как постоянных тюрем сошло на нет. Единственной действующей плавучей тюрьмой на данный момент является исправительный центр имени Вернона С. Бейна (VCBC), которое представляет собой филиал Нью-Йоркской городской исправительной колонии. На судне 100 камер и 800 коек для заключённых. При этом данное судно не может передвигаться самостоятельно и постоянно стоит в посту.

## В культуре

### В кино
Основная часть сюжета фильма «План побега» посвящена побегу из плавучей тюрьмы, созданной по последнему слову техники из ржавого балкера.

### Песни
Плавучая тюрьма советского Гулага описывается в песне Михаила Гулько «Ванинский порт» (Колыма).